# 15 رمضان
- السبت
- الأحد
- الاثنين
- الثلاثاء
- الأربعاء
- الخميس
- الجمعة

- 11 مارس 2025
- 22 مارس 2025
- 33 مارس 2025
- 44 مارس 2025
- 55 مارس 2025
- 66 مارس 2025
- 77 مارس 2025
- 88 مارس 2025
- 99 مارس 2025
- 1010 مارس 2025
- 1111 مارس 2025
- 1212 مارس 2025
- 1313 مارس 2025
- 1414 مارس 2025
- 1515 مارس 2025
- 1616 مارس 2025
- 1717 مارس 2025
- 1818 مارس 2025
- 1919 مارس 2025
- 2020 مارس 2025
- 2121 مارس 2025
- 2222 مارس 2025
- 2323 مارس 2025
- 2424 مارس 2025
- 2525 مارس 2025
- 2626 مارس 2025
- 2727 مارس 2025
- 2828 مارس 2025
- 2929 مارس 2025
- 130 مارس 2025
- 231 مارس 2025
- 31 أبريل 2025
- 42 أبريل 2025
- 53 أبريل 2025
- 64 أبريل 2025

15 رمضان أو 15 رمضان المُبارك أو يوم 15 \ 9 (اليوم الخامس عشر من الشهر التاسع) هو اليوم الحادي والخمسون بعد المائتين (251) من أيَّام السنة (أو الثاني والخمسون بعد المائتين لو كان شهر شعبان مُتممًا لليوم الثلاثين أو الثالث والخمسون بعد المائتين لو أتم كلًا من صفر وربيع الآخر وجمادى الآخرة وشعبان ثلاثين يومًا) وفق التقويم الهجري القمري (العربي). يبقى بعده 103 أو 104 أيَّام لانتهاء السنة.

## أحداث
- 37هـ - تولية محمد بن أبي بكر على مصر.
- 138هـ - عبد الرحمن الداخل يعبر البحر إلى الأندلس هربًا من سيوف العباسيين ليؤسس دولة إسلامية جديدة هي الدولة الأموية في الأندلس.
- 255هـ - تولّي السلطان يعقوب بن الليث الصفار أوّل ملوك الدولة الصفارية الحكم في دولته التي أسسها في بلاد ما وراء النهر.
- 362هـ - جلوس الخليفة الفاطمي المعز لدين الله في قصره الذهبي على السرير الذهب المعمول من الذهب الخالص يستقبل الناس وذلك طبقًا للطقوس الفاطمية: الأشراف أولًا ثم الأولياء ثم الوجهاء، وجوهر الصقلي قائم بين يدي الخليفة يقدم له الناس فردًا فردًا.
- 584هـ - الصليبيون يسلمون قلعة صفد للقائد صلاح الدين الأيوبي.
- 748هـ - السلطان حسن بن الناصر محمد قلاوون يتولى عرش مصر.
- 817هـ - السلطان المملوكي المؤيد شيخ يصدر قرارًا بتولي الأمير سودون القاضي وظيفة حاجب الحجاب عوضًا عن الأمير قجق الذي تآمر على السلطان وانضم إلى خصمه نوروز. كما أصدر قرارات بتعيين الأمير علي قشتقار القردمي أمير مجلس، وعلي جانبك الصوفي أمير سلاح عوضًا عن شاهين الأقرم الذي توفى والأمير كزل العجمي أصبح أمير جندار وهو بواب السلطان عوضًا عن جرباش الكباشي الذي نفاه السلطان إلى القدس.
- 876هـ - السلطان قايتباي يستقبل بالقصر الأبلق بالقلعة مبعوثًا من السلطان العثماني بايزيد الثاني، وقد أعد السلطان قايتباي موكبًا هائلًا للمبعوث العثماني والوفد المرافق له، وقد قدموا هديتهم للسلطان وهي أربعة من المماليك وأربعة من الثياب الفاخرة من صوف السنجاب المدثر المخمل وعشرة أقفاص من الفضيات فيها عشرون قطعة، وهدايا أخرى من الملابس الفاخرة، وقدم المبعوث ورقة صغيرة للسلطان فيها أن معه رسالة خاصة، فأمر السلطان قايتباي بقرائتها سرًا.
- 1224هـ - الدولة العثمانية تهزم روسيا في معركة تاتاريجه، ومصرع حوالي 10 آلاف جندي روسي.
- 1363هـ - إيطاليا تبرم معاهدة مع حكام اليمن تعطي لها الحق في السيطرة على الساحل الشرقي للبحر الأحمر.
- 1365هـ - المملكة المتحدة تأمر بوقف الهجرة اليهودية إلى فلسطين وتقرر سجن الذين يقومون بتسهيلها في قبرص.
- 1382هـ - انقلاب عسكري في العراق يطيح بعبد الكريم قاسم ويؤدي إلى تولي عبد السلام عارف رئاسة الجمهورية.
- 1411هـ - الرئيس الجزائري الشاذلي بن جديد يعلن إجراء أول انتخابات عامة متعددة الأحزاب في تاريخ البلاد.
- 1414هـ – مجزرة في الحرم الإبراهيمي في مدينة الخليل نفذها المستوطن اليهودي من أصل أمريكي باروخ جولدشتاين، حيث قام بإطلاق النار على المصلين أثناء أدائهم صلاة الفجر يوم جمعة في شهر رمضان، وقتل في المجزرة 29 مصليًا وجرح 150 آخرين قبل أن ينقض عليه مصلون آخرون ويقتلوه.
- 1424هـ - هجوم إرهابي في الرياض يوقع 17 ضحية.
- 1433هـ - الإعلان عن تشكيل الحكومة المصرية الأولى بعد انتخاب الرئيس محمد مرسي برئاسة هشام قنديل.
- 1435هـ - 18 قتيلًا في مجزرة عائلة البطش إثر قصف إسرائيلي لأحد منازل العائلة في اليوم الخامس من الحرب على غزة.
- 1437هـ - الحكومة البحرينية تسقط الجنسية البحرينية عن المرجع الشيعي الأعلی للبلاد عيسى أحمد قاسم.
- 1439هـ - زين الدين زيدان يُعلن استقالته من تدريب نادي ريال مدريد بشكلٍ مُفاجئ بعد بضعة أيَّام من تحقيقه لقبه الثالث بدوري أبطال أوروبا.

## مواليد
- 3هـ - الحسن بن علي بن أبي طالب، حفيد الرسول محمد وخامس الخلفاء الراشدين وثاني أئمة الشيعة.
- 550هـ - ألفونسو الثامن، ملك قشتالة.
- 1306هـ - إيليا أبو ماضي، شاعر لبناني من شعراء المهجر.
- 1340هـ - توفيق طوبي، سياسي من عرب 48.
- 1367هـ - يوسف إسلام، مغني إنجليزي.
- 1370هـ - أيمن الظواهري، زعيم تنظيم القاعدة.
- 1371هـ - أورخان باموق، روائي تركي حائز على جائزة نوبل في الأدب.
- 1378هـ -
  - سهيلة فرحات، ممثلة أردنية تعمل في مصر.
  - نادية كرم، ممثلة مصرية تعيش في الكويت.
- 1397هـ - باسل خياط، ممثل سوري.
- 1398هـ - شادي مقرش، ممثل سوري.
- 1400هـ - ماجد مطرب، ممثل سعودي.
- 1401هـ - ماهر زين، منشد سويدي من أصل لبناني.

## وفيات
- 37هـ - عبيد الله بن عمر بن الخطاب، صحابي ونجل عمر بن الخطاب.
- 383هـ - أبو بكر الخوارزمي، شاعر مسلم.
- 1359هـ - أحمد شفيق بن حسن موسى، مؤرخ مصري.
- 1400هـ -
  - محمد رضا بهلوي، شاه إيران.
  - رشدي أباظة، ممثل مصري.
- 1414هـ - حمود بن عبد العزيز آل سعود، أمير سعودي.
- 1432هـ - طلعت زين، مغني وممثل مصري.
- 1433هـ - عبد الكريم الأشموري، ممثل ومؤلف يمني.

## وصلات خارجية
- موقع قصة الإسلام: حدث في شهر رمضان.